# Hollywood (Africa)
Hollywood (Africa) – piosenka amerykańskiego zespołu Red Hot Chili Peppers, pochodząca z ich wydanego w 1985 roku albumu Freaky Styley.
Była drugim utworem na płycie, a także została wydana jako singel tego samego roku.
Jest to cover piosenki "Africa" zespołu The Meters, znajdującej się na ich płycie Rejuvenation.

## Singel
7" singel (1985)
1. "Hollywood (Africa) (Album)"
2. "Nevermind (Album)"

12" singel (1985)
1. "Hollywood (Africa) (Extended Dance Mix)"
2. "Hollywood (Africa) (Dub Mix)"
3. "Nevermind (Album)"